# Рађеновић
Рађеновић је српско презиме, патроним настало од словенског имена Рађен. Може се односити на следеће особе:
- Вук Рађеновић (1983), српски боб са седиштем у Немачкој
- Горан Рађеновић (1966), ватерполиста у пензији
- Дејан Рађеновић (1975), фудбалер
- Здравко Рађеновић (1952), рукометаш у пензији